# ローストフト (軽巡洋艦)
|          |                                                                              |
| 艦歴     |                                                                              |
| 発注     |                                                                              |
| 起工     | 1912年7月                                                                    |
| 進水     | 1913年4月23日                                                                |
| 就役     | 1914年4月                                                                    |
| 退役     |                                                                              |
| その後   | 1931年1月8日にスクラップとして売却                                           |
| 除籍     |                                                                              |
| 性能諸元 |                                                                              |
| 排水量   | 5,440トン                                                                    |
| 全長     | 457 ft                                                                       |
| 全幅     | 50 ft                                                                        |
| 吃水     | 15.5 ft                                                                      |
| 機関     | パーソンズ蒸気タービン、4軸推進、 ヤーロウ缶12基、22,000hp                   |
| 最大速   | 25.5ノット (47 km/h)                                                         |
| 乗員     | 433名                                                                        |
| 兵装     | 6インチ砲9門、 3インチ砲1門、 3ポンド砲4門、 機銃2基、 21インチ魚雷発射管2門 |

ローストフト (HMS Lowestoft) は、イギリス海軍の軽巡洋艦。タウン級軽巡洋艦の一隻。艦名はサフォーク州のローストフトに因む。その名を持つ艦としては5隻目。

## 艦歴
「ローストフト」は1912年7月にチャタム造船所で起工し、1913年4月23日に進水した。就役後は本国艦隊の第1軽巡洋戦隊に配属される。
1914年8月にはドイツ商船を撃沈している。1914年8月28日にヘルゴラント・バイト海戦に参加。
1915年1月24日にはドッガー・バンク海戦に参加した。
1915年2月に「ローストフト」は第2軽巡洋戦隊に配属、1916年には第8軽巡洋戦隊に配属され地中海で活動する。
「ローストフト」は第一次世界大戦を切り抜け、1931年1月8日にミルフォード・ヘヴンのウォード社にスクラップとして売却された。